# Gerasimos Fokas

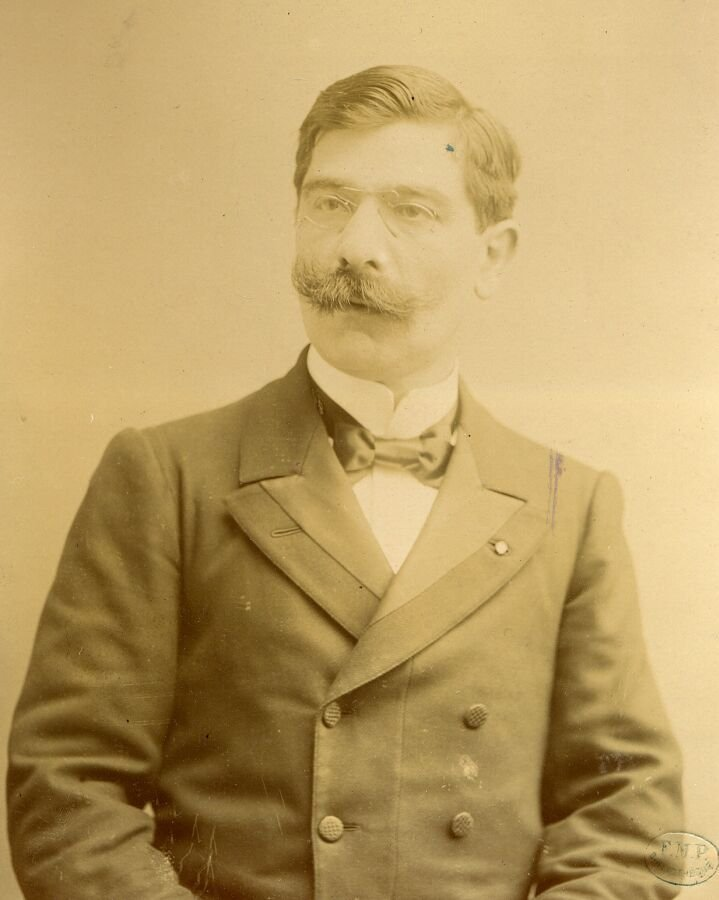
Gerasimos Fokas

Gerasimos Fokas (Γεράσιμος Φωκάς, Gérasime B.  Phocas, ur. 7 sierpnia 1861 w Argostolion, zm. 1937 w Argostolion) – grecki lekarz, chirurg.
Fokas studiował medycynę w Paryżu, doktorat otrzymał w 1885 roku i praktykował jako chirurg w szpitalu w Lille, od 1889 do 1902 roku był profesorem nadzwyczajnym (agrégé) z uprawnieniami do nauczania. Od 1902 roku był profesorem chirurgii klinicznej w Atenach. Zmarł w 1937 roku.
Przypisuje mu się jeden z pierwszych opisów choroby Coopera (torbielowatości gruczołu sutkowego), co znalazło wyraz w zarzuconym eponimie choroby Tillaux-Fokasa.

## Wybrane prace
- Lecons de chirurgie orthopédique. Paris, 1895.
- Thérapeutique chirurgicale et chirurgie orthopédique. Paris, 1901